# Киргизы в Таджикистане

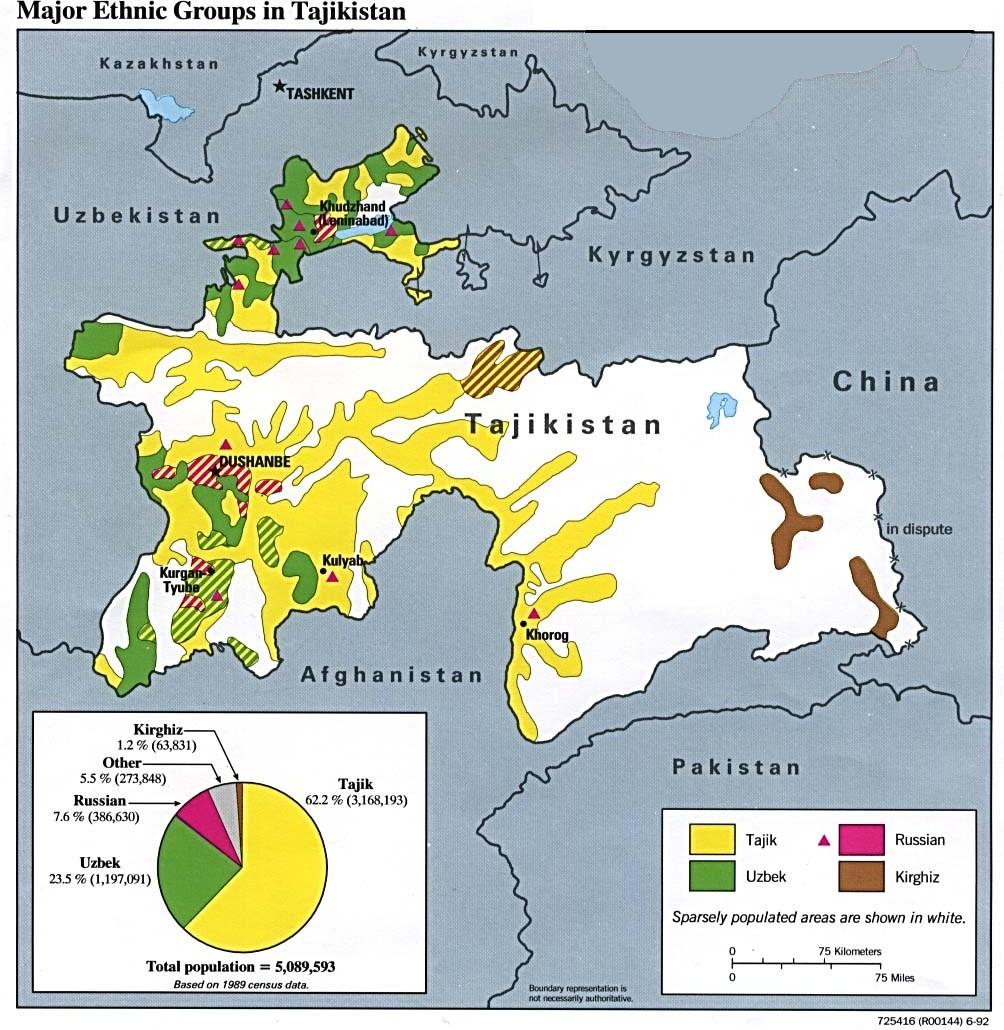
Киргизы в основном проживают на северо-востоке Республики Таджикистан

Киргизы в Таджикистане (кирг. Тажикстандык кыргыздар, тадж. Қирғизҳои Тоҷикистон) — одно из крупнейших национальных меньшинств Таджикистана.

## История

### Ранее упоминание
Согласно историческим преданиям, первоначальными обитателями Каратегина были киргизы. Легенда связывает происхождение названия региона с правителем Тетин-ата и его сыном Карой, который после эпидемии возродил поселение, приведя новых переселенцев из Киргизии.
Со временем в Каратегин стали прибывать таджикские переселенцы из Вахша, Куляба и других областей, постепенно увеличивая своё влияние и вытесняя киргизское население в верхнее течение реки Сурхоб.
Исследователи, включая Н.А. Кислякова и В. Бартольда, отмечают косвенные подтверждения этих преданий:
- Контраст между менее плодородными землями, занятыми киргизами, и более развитыми таджикскими кишлаками;
- Широкое распространение тюркской топонимики в Каратегине;
- Устные предания, сохранившиеся среди местного населения.

### Газневидский период
Согласно средневековому источнику «Тарих ал-Камиль» Ибн ал-Асира (XII–XIII вв.), в XI веке на территории северного Афганистана и Памира действовал эмир Хирхиз, названный одним из влиятельных военачальников Газневидского государства. Это упоминание может свидетельствовать о присутствии кыргызских групп в регионе уже в этот период

### Средние века
Одним упоминаний о памирских кыргызов относится к периоду татаро-монгольских завоеваний. Согласно сообщению Б. Майтова, в 1218 году один из кыргизских князей из рода найманов принял несторианское христианство.
По данным археологических раскопок (в частности, остатков наскальных надписей), христианство проникло с правого берега реки Пяндж в районы современных Шугнана и Вахана — там, где ещё в X веке, по сведениям Истахри, жили кафиры.
Князь и его сторонники были казнены монголами вместе с женщинами — они стали первыми мучениками за Христа на Памире. Вскоре после этого Памир достался Джагатаю, сына Чингисхана.

### Завоевание Памира (1575)
Согласно историческим источникам, значительное заселение восточного Памира киргизским населением началось во второй половине XVI века. В этот период бухарский эмир Абдулла-хан завоевал Бадахшан, Шугнан и Рушан, однако местные киргизы сохранили независимость и получили право пользоваться восточными памирскими территориями.
В 1575 году киргизские войска, воспользовавшись отсутствием основных сил Абдулла-хана, предприняли военный поход из Каратегина. Как отмечает персидский историк Хафиз-и Таныш Бухари:
Киргизские войска, имеющие привычку грабить и проливать кровь, узнав, что войска Абдаллах-хана находятся далеко, сочли это обстоятельство весьма удобным для нападения... Они вторглись в Гиссар и дошли до Дех-и нау (Денау), после чего вернулись той же дорогой
—Хафиз-и Таныш Бухари

### Позднее время
Памирские киргизы появились на территории будущей республики ещё в XVI в. и долгое время составляли основу населения высокогорий на востоке и северо-востоке страны, ассимилировав часть местных памирских групп индоевропейского происхождения. 
В результате национально-территориального размежевания Средней Азии (1924-1925) территории (Восточный Памир и Джергетал) исторически населенные преимущественно киргизами были переданы Таджикской АССР. Киргизы проживают на территории Мургабского (Восточный Памир) района, входившей до 2 января 1925 года в состав Кара-Киргизской АО и Лахшского района (Джиргаталь). 
Согласно Всесоюзной переписи населения 1926 года в Таджикской АССР насчитывалось 11 440 человек.
С 1926  по 2000 г. численность киргизов в Таджикистане увеличилась с 11,4 до 65,5 тыс., хотя их удельный вес несколько сократился: с 1,4% до 1,1% населения вследствие более высокой рождаемости у таджиков. Тем не менее, киргизы были единственной этнической группой страны, численность которой продолжала расти за счёт естественного прироста в условиях независимого Таджикистана. В настоящее время (2010) киргизы являются третьим по величине народом республики, опередив русских. Основные регионы концентрации киргизов — Мургабский район и Лахш. Также киргизы проживают в Зафарабадском районе.

## Y-ДНК
По Y-ДНК памирские киргизы Таджикистана значительно отличаются от киргизов Кыргызстана и не похожи ни на одну исследованную популяцию Средней Азии (главное отличие — 24% гаплогруппы N-P43).
Это можно сформулировать и так, что географически удаленные популяции киргизов (Киргизии и Таджикистана) оказались генетически сходны, различия между ними связаны лишь соотношением центрально-азиатских и сибирских гаплогрупп. Так, у киргизов Тянь-Шаня преобладает степное влияние на генофонд, а на высокогорном (4000 м над уровнем моря) плато Памира степные влияния слабее, и поэтому у памирских киргизов лучше сохранились свидетельства сибирского происхождения киргизов, проявляющиеся в высокой частоте «сибирской» гаплогруппы N-P43 (24 %).